# Mutubas
Mutubas (arab. مطوبس) – miasto w Egipcie, w muhafazie Kafr asz-Szajch. W 2006 roku liczyło 29 428 mieszkańców.